# Jon Koncak
Jon Francis Koncak (Cedar Rapids, Iowa, 17 de mayo de 1963) es un exjugador de baloncesto estadounidense que jugó en la NBA once temporadas, diez de ellas con los Atlanta Hawks. Con 2,13 metros de estatura, jugaba de pívot.

## Trayectoria deportiva

### Universidad
Jugó durante 4 temporadas para los Mustangs de la Universidad Metodista del Sur, en los cuales promedió 14,5 puntos, 9,5 rebotes y 2,4 tapones, lo cual le valió el ser elegido para la selección de Estados Unidos que ganaría el oro en las Olimpiadas de Los Ángeles 1984.

### Profesional
Fue elegido en la quinta posición del Draft de la NBA de 1985 por los Atlanta Hawks, lo cual está considerado por los expertos como uno de los mayores errores de elección de la historia del Draft. Jugó durante 10 temporadas en ese equipo, y se hizo famoso por firmar un contrato de 13 millones de dólares en 1989, algo insólito para un suplente que apenas aportaba 5 puntos por partido, sobre todo cuando su salario superaba a los de gente como Michael Jordan, Magic Johnson y Larry Bird. Como resultado de todo ello, fue apodado Jon Contract.
Tras 10 años con los Hawks, acabó su carrera en Orlando Magic, en 1996. Promedió a lo largo de su vida deportiva 4,5 puntos y 4,9 rebotes por partido.

## Estadísticas de su carrera en la NBA

### Temporada regular
| Año     | Equipo  | PJ  | PT  | MPP  | %TC  | %3P  | %TL  | RPP | APP | ROB | TPP | PPP |
| ------- | ------- | --- | --- | ---- | ---- | ---- | ---- | --- | --- | --- | --- | --- |
| 1985-86 | Atlanta | 82  | 15  | 20.7 | .507 | .000 | .607 | 5.7 | .7  | .5  | .8  | 8.3 |
| 1986-87 | Atlanta | 82  | 19  | 20.5 | .480 | .000 | .654 | 6.0 | .4  | .6  | .9  | 5.6 |
| 1987-88 | Atlanta | 49  | 22  | 21.9 | .483 | .000 | .610 | 6.8 | .4  | .7  | 1.1 | 5.7 |
| 1988-89 | Atlanta | 74  | 22  | 20.7 | .524 | .000 | .553 | 6.1 | .8  | .7  | 1.3 | 4.7 |
| 1989-90 | Atlanta | 54  | 28  | 18.1 | .614 | .000 | .532 | 4.2 | .4  | .7  | .6  | 3.7 |
| 1990-91 | Atlanta | 77  | 61  | 25.1 | .436 | .125 | .593 | 4.9 | 1.6 | 1.0 | 1.0 | 4.1 |
| 1991-92 | Atlanta | 77  | 14  | 19.3 | .391 | .000 | .655 | 3.4 | 1.7 | .6  | .9  | 3.1 |
| 1992-93 | Atlanta | 78  | 65  | 25.3 | .464 | .375 | .480 | 5.5 | 1.8 | 1.0 | 1.3 | 3.5 |
| 1993-94 | Atlanta | 82  | 78  | 22.2 | .431 | .000 | .667 | 4.5 | 1.2 | .8  | 1.5 | 4.2 |
| 1994-95 | Atlanta | 62  | 20  | 15.2 | .412 | .333 | .542 | 3.0 | .8  | .6  | .7  | 2.9 |
| 1995-96 | Orlando | 67  | 35  | 19.2 | .480 | .333 | .561 | 4.1 | .8  | .4  | .7  | 3.0 |
| total   | total   | 784 | 379 | 20.9 | .470 | .226 | .597 | 4.9 | 1.0 | .7  | 1.0 | 4.5 |

### Playoffs
| Año   | Equipo  | PJ | PT | MPP  | %TC  | %3P | %TL   | RPP | APP | ROB | TPP | PPP  |
| ----- | ------- | -- | -- | ---- | ---- | --- | ----- | --- | --- | --- | --- | ---- |
| 1986  | Atlanta | 9  | 0  | 21.4 | .483 | —   | .565  | 3.8 | .6  | .7  | 1.1 | 6.0  |
| 1987  | Atlanta | 8  | 0  | 10.8 | .538 | —   | .750  | 3.1 | .4  | .4  | .5  | 2.5  |
| 1989  | Atlanta | 5  | 5  | 38.4 | .621 | —   | .848  | 9.6 | .8  | .4  | 1.6 | 12.8 |
| 1991  | Atlanta | 5  | 5  | 26.6 | .286 | —   | 1.000 | 4.6 | 1.4 | .4  | .8  | 2.0  |
| 1993  | Atlanta | 3  | 3  | 29.7 | .100 | —   | .500  | 8.0 | 1.3 | 1.0 | 1.7 | 1.0  |
| 1994  | Atlanta | 11 | 11 | 17.7 | .409 | —   | .400  | 2.7 | 1.2 | .5  | 1.1 | 5.3  |
| 1996  | Orlando | 12 | 3  | 11.7 | .571 | —   | .429  | 1.9 | .3  | .4  | .3  | .9   |
| Total | Total   | 53 | 27 | 19.4 | .446 | —   | .648  | 3.9 | .7  | .5  | .9  | 4.2  |